# Wolsztyn
Wolsztyn (německy Wollstein) je město v Polsku ve Velkopolském vojvodství, správní středisko stejnojmenného okresu a stejnojmenné městsko-vesnické gminy. Nachází se asi 61 km severovýchodně od Zelené Hory, 71 km jihozápadně od Poznaně a asi 369 km jihozápadně od Varšavy. V roce 2023 zde žilo 11 630 obyvatel.

## Poloha
Městem protéká řeka Dojca, která se vlévá do Severního kanálu Obry. Na ní zde leží dvě jezera – větší Berzynské a menší Wolsztynské. Prochází tudy státní silnice 32 a vojvodské silnice 305 a 315. Ve Wolsztynu se rovněž nachází důležitá železniční křižovatka. 
Na město přímo navazují sídla Berzyna, Karpicko a Niałek Wielki. Sousedními městy jsou Babimost, Kargowa, Nowy Tomyśl, Rakoniewice a Wielichovo.

## Historie
Město bylo založeno roku 1285 cisterciáky z kláštera v nedaleké vesnici Obra, místo však bylo osídleno již v době rané lužické kultury. Počátky Wolsztynu souvisí s obchodem s vlnou, s výrobou látek a soukenictvím. V průběhu staletí město sužovaly přírodní katastrofy – požáry a epidemie – z nichž nejnebezpečnější vypukly v letech 1469, 1630, 1710 a 1810.

## Památky
- Kostel Neposkvrněného početí Nejsvětější Panny Marie
- Kostel Nanebevstoupení Páně
- Palác s parkem v anglickém stylu
- Skanzen lidových staveb západního Velkopolska
- Větrný mlýn z roku 1603